# Kamil Długosz
Kamil Długosz (ur. 20 marca 1992) – polski siatkarz, grający na pozycji przyjmującego. 

## Życiorys
Jest wychowankiem Resovii. W 2009 roku został mistrzem Polski kadetów. W Resovii występował w rozgrywkach Młodej Ligi. W sezonie 2011/2012 grał w AKS Rzeszów, zaś sezon 2012/2013 spędził w KPS Siedlce. W latach 2013–2015 występował w Stali AZS PWSZ Nysa. Z klubem tym w sezonie 2014/2015 wywalczył mistrzostwo I ligi. W 2015 roku został zawodnikiem Aluronu Virtu Warty Zawiercie. Z zawierciańskim klubem awansował w sezonie 2016/2017 roku do PlusLigi. W sezonie 2017/2018 na tym szczeblu rozgrywek rozegrał w barwach Aluronu Virtu Warty Zawiercie 21 spotkań. W letnim okresie transferowym w 2018 roku przeszedł do Stali Nysa.

## Sukcesy klubowe
Mistrzostwo I Ligi:
- 2017
- 2015, 2019, 2025[7]